# Campionato mondiale di Formula 1 1963
Il campionato mondiale di Formula 1 1963 organizzato dalla FIA è stato, nella storia della categoria, il 14° ad assegnare il campionato piloti e il 6° ad assegnare il campionato costruttori. È iniziato il 26 maggio e terminato il 28 dicembre, dopo 10 gare.
Al termine della stagione risultarono vincitori Jim Clark e il Team Lotus, entrambi alla loro prima affermazione mondiale. Rimarchevole fu il fatto che Clark si laureò campione totalizzando il 100% dei punti possibili (il fatto si sarebbe ripetuto anche nell'altra sua affermazione, due anni dopo).

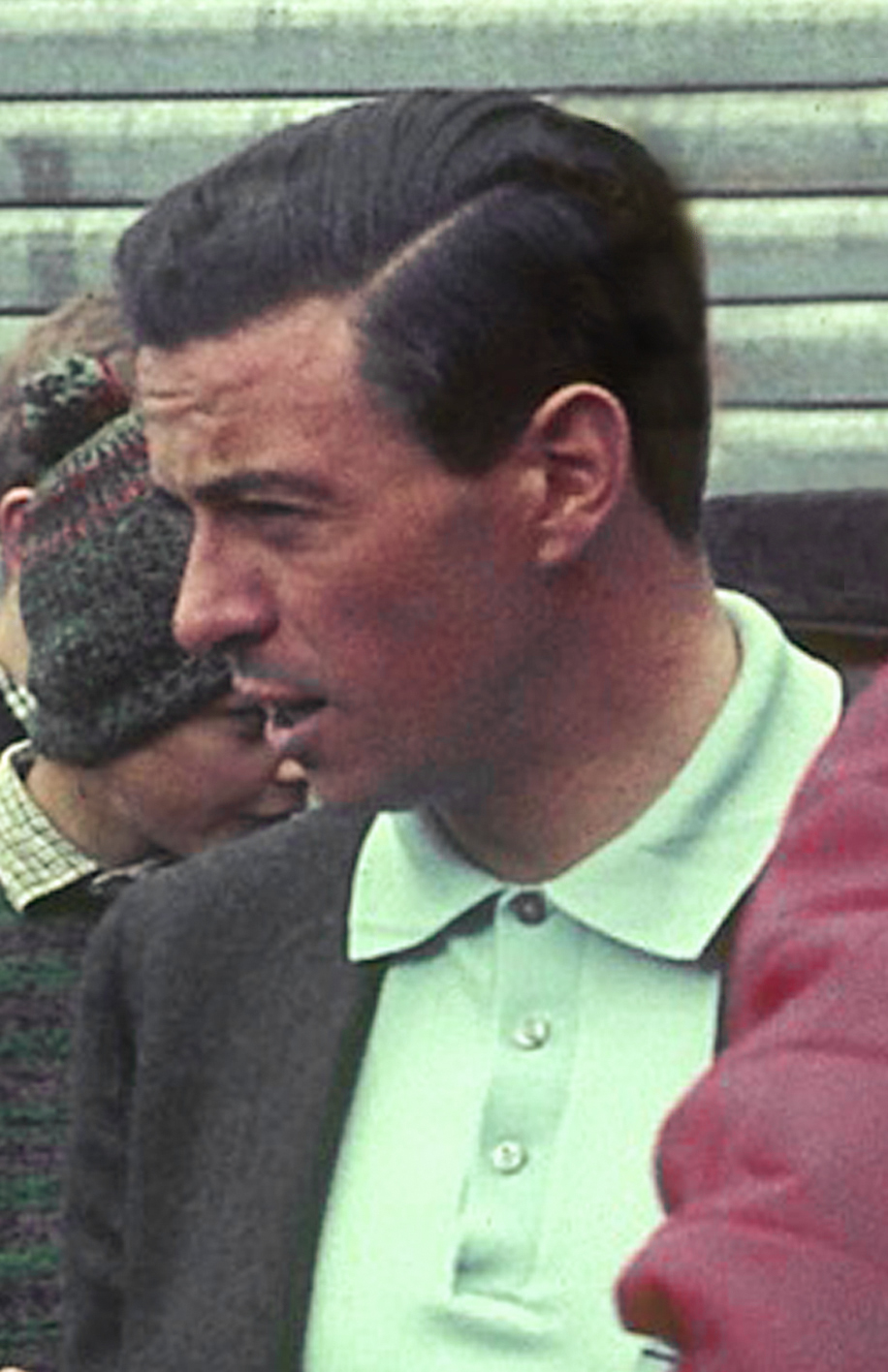
Jim Clark diventa campione del mondo per la prima volta.

## Riassunto della stagione

### Gran Premio di Monaco
Montecarlo - 26 maggio 1963 - XXI Grand Prix de Monaco, XXIII Grand Prix d'Europe
Ordine d'arrivo
1. Graham Hill (BRM)
2. Richie Ginther (BRM)
3. Bruce McLaren (Cooper-Climax)
4. John Surtees (Ferrari)
5. Tony Maggs (Cooper-Climax)
6. Trevor Taylor (Lotus-Climax)

### Gran Premio del Belgio
Spa-Francorchamps - 9 giugno 1963 - XXIII Grote Prijs van Belgie
Ordine d'arrivo
1. Jim Clark (Lotus-Climax)
2. Bruce McLaren (Cooper-Climax)
3. Dan Gurney (Brabham-Climax)
4. Richie Ginther (BRM)
5. Jo Bonnier (Cooper-Climax)
6. Carel Godin de Beaufort (Porsche)

### Gran Premio d'Olanda
Zandvoort - 23 giugno 1963 - XII Grote Prijs van Nederland
Ordine d'arrivo
1. Jim Clark (Lotus-Climax)
2. Dan Gurney (Brabham-Climax)
3. John Surtees (Ferrari)
4. Innes Ireland (BRP-BRM)
5. Richie Ginther (BRM)
6. Ludovico Scarfiotti (Ferrari)

### Gran Premio di Francia
Reims - 30 giugno 1963 - 49e Grand Prix de l'A.C.F.
Ordine d'arrivo
1. Jim Clark (Lotus-Climax)
2. Tony Maggs (Cooper-Climax)
3. Graham Hill (BRM)
4. Jack Brabham (Brabham-Climax)
5. Dan Gurney (Brabham-Climax)
6. Jo Siffert (Lotus-BRM)

### Gran Premio di Gran Bretagna
Silverstone - 20 luglio 1963 - 16th RAC British Grand Prix
Ordine d'arrivo
1. Jim Clark (Lotus-Climax)
2. John Surtees (Ferrari)
3. Graham Hill (BRM)
4. Richie Ginther (BRM)
5. Lorenzo Bandini (BRM)
6. Jim Hall (Lotus-BRM)

### Gran Premio di Germania
Nürburgring - 4 agosto 1963 - XXV Großer Preis von Deutschland
Ordine d'arrivo
1. John Surtees (Ferrari)
2. Jim Clark (Lotus-Climax)
3. Richie Ginther (BRM)
4. Gerhard Mitter (Porsche)
5. Jim Hall (Lotus-BRM)
6. Jo Bonnier (Cooper-Climax)

### Gran Premio d'Italia
Monza - 8 settembre 1963 - 34º Gran Premio d'Italia
Ordine d'arrivo
1. Jim Clark (Lotus-Climax)
2. Richie Ginther (BRM)
3. Bruce McLaren (Cooper-Climax)
4. Innes Ireland (BRP-BRM)
5. Jack Brabham (Brabham-Climax)
6. Tony Maggs (Cooper-Climax)

### Gran Premio degli Stati Uniti
Watkins Glen - 6 ottobre 1963 - VI United States Grand Prix
Ordine d'arrivo
1. Graham Hill (BRM)
2. Richie Ginther (BRM)
3. Jim Clark (Lotus-Climax)
4. Jack Brabham (Brabham-Climax)
5. Lorenzo Bandini (Ferrari)
6. Carel Godin de Beaufort (Porsche)

### Gran Premio del Messico
Magdalena Mixhuca - 27 ottobre 1963 - II Gran Premio de Mexico
Ordine d'arrivo
1. Jim Clark (Lotus-Climax)
2. Jack Brabham (Brabham-Climax)
3. Richie Ginther (BRM)
4. Graham Hill (BRM)
5. Jo Bonnier (Cooper-Climax)
6. Dan Gurney (Brabham-Climax)

### Gran Premio del Sudafrica
East London - 28 dicembre 1963 - X South African Grand Prix
Ordine d'arrivo
1. Jim Clark (Lotus-Climax)
2. Dan Gurney (Brabham-Climax)
3. Graham Hill (BRM)
4. Bruce McLaren (Cooper-Climax)
5. Lorenzo Bandini (Ferrari)
6. Jo Bonnier (Cooper-Climax)

## Risultati

### Gran Premi
| N. | Gara                          | Data        | Circuito           | Pole position | Giro più veloce | Pilota vincitore | Costruttore    | Resoconto |
| -- | ----------------------------- | ----------- | ------------------ | ------------- | --------------- | ---------------- | -------------- | --------- |
| 1  | Gran Premio di Monaco         | 26 maggio   | Monaco             | Jim Clark     | John Surtees    | Graham Hill      | BRM            | Resoconto |
| 2  | Gran Premio del Belgio        | 9 giugno    | Spa-Francorchamps  | Graham Hill   | Jim Clark       | Jim Clark        | Lotus - Climax | Resoconto |
| 3  | Gran Premio d'Olanda          | 23 giugno   | Zandvoort          | Jim Clark     | Jim Clark       | Jim Clark        | Lotus - Climax | Resoconto |
| 4  | Gran Premio di Francia        | 30 giugno   | Circuito di Reims  | Jim Clark     | Jim Clark       | Jim Clark        | Lotus - Climax | Resoconto |
| 5  | Gran Premio di Gran Bretagna  | 20 luglio   | Silverstone        | Jim Clark     | John Surtees    | Jim Clark        | Lotus - Climax | Resoconto |
| 6  | Gran Premio di Germania       | 4 agosto    | Nürburgring        | Jim Clark     | John Surtees    | John Surtees     | Ferrari        | Resoconto |
| 7  | Gran Premio d'Italia          | 8 settembre | Monza              | John Surtees  | Jim Clark       | Jim Clark        | Lotus - Climax | Resoconto |
| 8  | Gran Premio degli Stati Uniti | 6 ottobre   | Watkins Glen       | Graham Hill   | Jim Clark       | Graham Hill      | BRM            | Resoconto |
| 9  | Gran Premio del Messico       | 27 ottobre  | Hermanos Rodriguez | Jim Clark     | Jim Clark       | Jim Clark        | Lotus - Climax | Resoconto |
| 10 | Gran Premio del Sudafrica     | 28 dicembre | Prince George      | Jim Clark     | Dan Gurney      | Jim Clark        | Lotus - Climax | Resoconto |

## Classifiche

### Classifica piloti
I punti erano assegnati nel seguente modo: 9 al vincitore, 6 al secondo, 4 al terzo, 3 al quarto, 2 al quinto, 1 al sesto. Solo i sei migliori risultati ottenuti erano validi per il Campionato.
| Pos. | Pilota                     |     |     |     |     |     |     |     |     |     |     | Punti   |
| ---- | -------------------------- | --- | --- | --- | --- | --- | --- | --- | --- | --- | --- | ------- |
| 1    | Jim Clark                  | 8*  | 1   | 1   | 1   | 1   | 2   | 1   | 3   | 1   | 1   | 54 (73) |
| 2    | Graham Hill                | 1   | Rit | Rit | 3   | 3   | Rit | 16* | 1   | 4   | 3   | 29      |
| 3    | Richie Ginther             | 2   | 4   | 5   | Rit | 4   | 3   | 2   | 2   | 3   | Rit | 29 (34) |
| 4    | John Surtees               | 4   | Rit | 3   | Rit | 2   | 1   | Rit | 9*  | SQ  | Rit | 22      |
| 5    | Dan Gurney                 | Rit | 3   | 2   | 5   | Rit | Rit | 14* | Rit | 6   | 2   | 19      |
| 6    | Bruce McLaren              | 3   | 2   | Rit | 12* | Rit | Rit | 3   | 11* | Rit | 4   | 17      |
| 7    | Jack Brabham               | 9*  | Rit | Rit | 4   | Rit | 7   | 5   | 4   | 2   | 13* | 14      |
| 8    | Tony Maggs                 | 5   | 7*  | Rit | 2   | 9   | Rit | 6   | Rit | Rit | 7   | 9       |
| 9    | Innes Ireland              | Rit | Rit | 4   | 9   | Rit | Rit | 4*  |     |     |     | 6       |
| 10   | Lorenzo Bandini            |     |     |     | 10  | 5   | Rit | Rit | 5   | Rit | 5   | 6       |
| 11   | Jo Bonnier                 | 7   | 5   | 11  | NC  | Rit | 6   | 7   | 8   | 5   | 6   | 6       |
| 12   | Gerhard Mitter             |     |     | Rit |     |     | 4   |     |     |     |     | 3       |
| 13   | Jim Hall                   | Rit | Rit | 8   | 11  | 6   | 5   | 8   | 10* | 8   |     | 3       |
| 14   | Carel Godin de Beaufort    |     | 6   | 9   |     | 10  | Rit | NQ  | 6   | 10  | 10  | 2       |
| 15   | Jo Siffert                 | Rit | Rit | 7   | 6   | Rit | 9*  | Rit | Rit | 9   |     | 1       |
| 16   | Trevor Taylor              | 6   | Rit | 10  | 13* | Rit | 8   |     | Rit | Rit | 8   | 1       |
| 17   | Ludovico Scarfiotti        |     |     | 6   | NP  |     |     |     |     |     |     | 1       |
| -    | Chris Amon                 | NP  | Rit | Rit | 7   | 7   | Rit | NP  |     | Rit |     | 0       |
| -    | Hap Sharp                  |     |     |     |     |     |     |     | Rit | 7   |     | 0       |
| -    | Peter Broeker              |     |     |     |     |     |     |     | 7   |     |     | 0       |
| -    | Maurice Trintignant        | Rit |     |     | 8   |     |     | 9   |     |     |     | 0       |
| -    | Mike Hailwood              |     |     |     |     | 8   |     | 10  |     |     |     | 0       |
| -    | Tony Settember             |     | 8*  |     | Rit | Rit | Rit | NQ  |     |     |     | 0       |
| -    | John Love                  |     |     |     |     |     |     |     |     |     | 9   | 0       |
| -    | Bernard Collomb            | NQ  |     |     |     |     | 10  |     |     |     |     | 0       |
| -    | Phil Hill                  |     | Rit | Rit | NC  |     |     | 11  | Rit | Rit |     | 0       |
| -    | Masten Gregory             |     |     |     | Rit | 11  |     | Rit | Rit | Rit |     | 0       |
| -    | Moisés Solana              |     |     |     |     |     |     |     |     | 11* |     | 0       |
| -    | Doug Serrurier             |     |     |     |     |     |     |     |     |     | 11  | 0       |
| -    | Bob Anderson               |     |     |     |     | 12  |     | 12  |     |     |     | 0       |
| -    | Trevor Blokdyk             |     |     |     |     |     |     |     |     |     | 12  | 0       |
| -    | John Campbell-Jones        |     |     |     |     | 13  |     |     |     |     |     | 0       |
| -    | Mike Spence                |     |     |     |     |     |     | 13* |     |     |     | 0       |
| -    | Brausch Niemann            |     |     |     |     |     |     |     |     |     | 14  | 0       |
| -    | Giancarlo Baghetti         |     | Rit | Rit |     |     |     | 15  | Rit | Rit |     | 0       |
| -    | Willy Mairesse             | Rit | Rit |     |     |     | Rit |     |     |     |     | 0       |
| -    | Ian Burgess                |     |     |     |     | Rit | Rit |     |     |     |     | 0       |
| -    | Pedro Rodríguez de la Vega |     |     |     |     |     |     |     | Rit | Rit |     | 0       |
| -    | Ian Raby                   |     |     |     |     | Rit | NQ  | NQ  |     |     |     | 0       |
| -    | Lucien Bianchi             |     | Rit |     |     |     |     |     |     |     |     | 0       |
| -    | Mário de Araújo Cabral     |     |     |     |     |     | Rit | NP  |     |     |     | 0       |
| -    | Rodger Ward                |     |     |     |     |     |     |     | Rit |     |     | 0       |
| -    | Peter de Klerk             |     |     |     |     |     |     |     |     |     | Rit | 0       |
| -    | Sam Tingle                 |     |     |     |     |     |     |     |     |     | Rit | 0       |
| -    | Ernie Pieterse             |     |     |     |     |     |     |     |     |     | Rit | 0       |
| -    | David Prophet              |     |     |     |     |     |     |     |     |     | Rit | 0       |
| -    | André Pilette              |     |     |     |     |     | NQ  | NQ  |     |     |     | 0       |
| -    | Tim Parnell                |     |     |     |     |     | NQ  |     |     |     |     | 0       |
| -    | Kurt Kuhnke                |     |     |     |     |     | NQ  |     |     |     |     | 0       |
| -    | Roberto Lippi              |     |     |     |     |     |     | NQ  |     |     |     | 0       |
| -    | Ernesto Brambilla          |     |     |     |     |     |     | NQ  |     |     |     | 0       |
| -    | Frank Dochnal              |     |     |     |     |     |     |     |     | NQ  |     | 0       |
| Pos. | Pilota                     |     |     |     |     |     |     |     |     |     |     | Punti   |

| Legenda | 1º posto     | 2º posto | 3º posto    | A punti         | Senza punti/Non class.  | Grassetto – Pole position Corsivo – Giro più veloce |
| Legenda | Squalificato | Ritirato | Non partito | Non qualificato | Solo prove/Terzo pilota | Grassetto – Pole position Corsivo – Giro più veloce |

* Indica quei piloti che non hanno terminato la gara ma sono ugualmente classificati avendo coperto, come previsto dal regolamento, almeno i 2/3 della distanza totale.

### Classifica costruttori
I punti erano assegnati con il seguente criterio: 9 al vincitore, 6 al secondo, 4 al terzo, 3 al quarto, 2 al quinto e 1 al sesto. Per il Campionato Costruttori erano validi solo i punti fatti segnare dal pilota piazzato meglio in ciascuna gara.
| Posizione | Costruttore               | Punti   |
| --------- | ------------------------- | ------- |
| 1         | Lotus - Climax            | 54 (74) |
| 2         | BRM                       | 36 (45) |
| 3         | Brabham - Climax          | 28 (30) |
| 4         | Ferrari                   | 26      |
| 5         | Cooper - Climax           | 25 (26) |
| 6         | BRP - BRM                 | 6       |
| 7         | Porsche                   | 5       |
| 8         | Lotus - BRM               | 4       |
| 9         | Stebro - Ford             | 0       |
| 10        | Scirocco - BRM            | 0       |
| 11        | Alfa Special - Alfa Romeo | 0       |
| 12        | Lotus - Borgward          | 0       |
| 13        | Lola - Climax             | 0       |
| 14        | LDS - Alfa Romeo          | 0       |
| 15        | Gilby - BRM               | 0       |
| 16        | De Tomaso - Ferrari       | 0       |
| 17        | Cooper - Maserati         | 0       |
| 18        | ATS                       | 0       |
| 19        | Lotus - Ford              | 0       |